# 菊容子
菊 容子（きく ようこ、1950年9月26日 - 1975年4月29日）は、日本の女優。本名:菊池 洋子。
聖和学院高等学校卒業。

## 来歴
1950年9月26日、神奈川県横浜市に生まれる。
4歳の時から雑誌のモデル活動を開始。6歳の頃から少女雑誌『少女クラブ』（講談社）の表紙モデルを務める。小学校2年生のとき芸能界入り。
1959年の映画『城ヶ島の雨』で子役デビュー。中学に進学した時に一時芸能活動を止めるが、中学3年生の秋にNHK主催の新人オーディションに合格、テレビや映画に出るようになる。NHKのタレント·スカウト制度から生まれた新人の第一期生にあたる。この時、本名の菊池洋子ではさんずいの漢字が二つ並ぶため「水に流れる」という意味で縁起が悪いという意見があり、菊 容子の芸名に決まる。
1966年の紹介記事では「お芝居を続けていたい。将来的には時代劇や舞台に立ちたい」と答えている。
1968年、竜雷太主演『でっかい青春』第26話より、女生徒・丸山しぐれ役でレギュラー出演。当時の紹介記事では「この番組に出演したおかげでクラスメイトがたくさんできた感じです。学生生活の楽しさをドラマで味わいたい」と述べている。1971年、朝日放送（ABC）で放映したドラマ『好き! すき!! 魔女先生』のヒロイン・月ひかる役を務め、その他ドラマ・映画・舞台を中心に活躍した。『好き! すき!! 魔女先生』は自身初となる主役での出演で、北海道からジャガイモを送ってきた男性ファンもいた。
1968年10月のインタビューによると、高校3年生に在学中であったが休学していた。先生に迷惑を掛けたり友達ができないことを気に病んでいた。また、ニキビがたくさんあったが本人によると治療も効果がなかった。
1972年より、NHKのクイズ番組『連想ゲーム』の回答者としてレギュラー出演。

### 交際していた俳優による殺害・24歳で死去
1975年4月29日午前3時ごろ、東京都新宿区の自宅マンションで、（1975年初めころから）交際していた俳優に電話機のコードで首を絞められて殺害された。満24歳没。
殺される直前の深夜3時頃「いま加害者が来ている。どうしよう」と菊から会社役員の父に電話。父は「はっきりと交際を断れ」と助言。同じ電話で朝9時にモーニングコールをくれるよう依頼をしていたのだが、そのモーニングコールに応答がなかったことから事件が発覚した。当日は新宿コマ劇場での『姉ちゃん仁義』の千秋楽に出演予定であったが、舞台に現れないことも事件発覚のきっかけとなった。午前11時25分頃、自宅マンションを訪ねた父が死んでいる菊を発見、110番した。
加害者は売れっ子になっていた菊が浮気していると思い込んでおり、モーニングコールの依頼を「電話で楽しそうに浮気相手と話している」と思って凶行に及んだが、その相手は父親だった。加害者は特撮作品などに脇役で出演していた駆け出しの俳優で、別れ話のもつれから犯行に及んだ。4月29日午後1時35分頃、小田原市で自殺目的で故意に自動車事故を起こしたが死にきれず、逮捕。
1975年11月18日、東京地方裁判所（石丸俊彦裁判長）は懲役10年の求刑に対し7年の判決を言い渡した。

## 人物
人物像について、『連想ゲーム』プロデューサーは「勘が鋭くて頭の回転が速く、勝ち気で意志が強く、明るく屈託のない子」女優・梅田智子は「ピストルや刀など武器が好きで、気取ったり冗談が好きだったりするけど寂しがり屋なところもある」秦野章は「内心は頑固で一途なところがある」と述べている。じゃじゃ馬なところから「ジェジェ」と言う呼び名があった（主に梅田智子らがこう呼んでいた）。

## 出演作品

### 映画
- 城ヶ島の雨（1959年、東宝） ※菊池洋子名義
- 君に幸福を センチメンタル・ボーイ（1967年、東宝） - 大川晴子
- 日本の青春（1968年、東宝） - 向坂咲子

### テレビドラマ
- 怪獣マリンコング（1960年、フジテレビ） ‐ 矢田ひとみ ※菊池洋子名義
- 銀婚式前夜（1961年4月29日、NHK総合） ※菊池洋子名義[17]
- 青春とはなんだ（1965年、日本テレビ）
- 草暦（1965年11月27日、NHK総合）[18]
- 判決 第184回 「妻の座」（1966年4月20日、NET）
- 新忍者部隊月光 第125、126話「ミルク博士作戦 - 前・後篇 - 」（1966年、フジテレビ） ‐ 幻22号
- 太郎（1966年、NHK総合）[19]
- 泣いてたまるか 第67話「雪の降る街に」（1967年、TBS） ‐ 長女・時実島子
- ただいま見習中 ボクサーものがたり（1967年、フジテレビ）[20]
- でっかい青春　第26話「人のやれないことをやれ」 ‐ 第41話「青春ばんざい」（1968年、日本テレビ）‐ 丸山しぐれ
- 窯ぐれ女（1968年、東海テレビ） - 信乃の妹
- 丸太と包丁 （1968年-1969年、日本テレビ） - 中田美子[5]
- 連続テレビ小説（NHK総合）
  - 信子とおばあちゃん（1969年 - 1970年）
  - 繭子ひとり（1971年 - 1972年）
- 新・流氷の女（1969年、TBS）[21]
- ポーラ名作劇場「サヨナラ三角」（1969年、NET）[22]
- 天を斬る 第21話「遠い足音」（1969年、NET） - おなつ
- 暖春（1969年、フジテレビ）
- どっこいショ（1969年、東海テレビ） - 向坂咲子
- めし（1970年、NHK総合）[23]
- 遠山の金さん捕物帳（1970年-1973年、NET・東映）
  - 第60話「わらべ唄に狂う女」（1971年） - お美代
  - 第93話「虎が惚れた女」（1972年） - お仙
  - 第161話「幽霊にとりつかれた男」（1973年） - お露、おみの（二役）
- 清水次郎長 第18話「罠をしかけた女」（1971年、CX） - おみね
- 好き! すき!! 魔女先生（1971年 - 1972年、朝日放送[注釈 2]・東映） -  主演・月ひかる（アンドロ仮面）
- 荒野の素浪人 第17話「強奪 けもの谷の御用金」（1972年、NET） - お鈴
- 下町かあさん（1972年、フジテレビ） - 早苗[24]
- 青春をつっ走れ 第14話（1972年7月3日、フジテレビ） - 野村早苗
- 世なおし奉行 第9話「一網打尽」（1972年、NET・東映） - おえい
- お祭り銀次捕物帳 第6話「怪談・殺された幽霊」（1972年、フジテレビ・東映）-　おゆみ
- 変身忍者 嵐（1972年 - 1973年、毎日放送[注釈 3]/ 東映）
  - 第8話「怪人! 狂い毒蛾!!」‐ くノ一・千恵、狂い毒蛾の声
  - 第38話「謎の剣士 月ノ輪の正体!!」‐ 第47話「さらば嵐！妖怪城に死す!!」‐ くノ一・カゲリ
- 阪急ドラマシリーズ（関西テレビ）
  - うちの兄嫁（1972年）
- 二人の素浪人 第10話「殺し屋には死の報酬」（1972年、フジテレビ）-　お杉
- 人造人間キカイダー 第23話「キイロアリジゴク三兄弟見参!」（1972年、NET・東映）-　加東（横江川）亜矢子
- つぶやき岩の秘密（1973年、NHK総合）‐ 小林恵子
- 銭形平次（フジテレビ・東映）
  - 第330話「沈黙の訴え」（1972年）‐ 質屋・留久の娘おさわ
  - 第383話「悪の細道」（1974年）‐ お信
- 家光が行く 第4話（1972年、NTV・ユニオン映画・渡辺企画）‐ 小春
- 非情のライセンス 第1シリーズ 第26話「兇悪の番外地」（1973年、NET）‐ 大曽根眉子
- 天保水滸伝 平手造酒 （1973年、NET）
- 素浪人天下太平 （1973年、NET）
  - 第2話「ここは江戸から何千里」（1973年） - おみよ
  - 第22話「日暮れの道は遠い道」（1973年） - おみの
- プレイガールシリーズ（12ch・東映）
  - プレイガール
    - 第228話「怪談美女の亡霊が欲情に燃えた」（1973年） - 美亜
    - 第278話「怪談・蝙蝠屋敷の怨霊」（1974年） - 山本雪江

  - プレイガールQ
    - 第32話「女は裸で虚々実々」 （1975年） ‐ 石渡秋子※遺作
- ぶらり信兵衛 道場破り 第7話「大砲がやってきた!」（1973年、フジテレビ） ‐ おすえ（おゆき）
- 伝七捕物帳（日本テレビ・ユニオン映画）
  - 第8話「ばってん母ちゃん江戸日記」（1973年） - お咲
  - 第45話「無情の花嫁衣裳」（1974年） - お雪
  - 第70話「人情裏町千両唄」（1975年） - お加代
- 水戸黄門（TBS・C.A.L）
  - 第4部
    - 第10話「あの紅が憎い・天童」（1973年） ‐ お菊

  - 第5部
    - 第5話「苦難を越えて・松本」（1974年） ‐ お園
    - 第13話「浪花女のど根性・大阪」（1974年）‐ お加代
- 新選組 第8話（1973年、フジテレビ）‐ おしづ
- いただき勘兵衛旅を行く 第4話「狂った花が咲いたとさ」（1973年、NET・東映） - おさわ
- 新十郎捕物帖・快刀乱麻 （1973年、朝日放送[注釈 2]）‐ 女中･佐和子
- ご存知遠山の金さん（NET・東映）
  - 第14話「火事と喧嘩と恋の花」（1974年） - お夏
  - 第50話「さて金さんの正体は?」（1974年） - お春
- テネシーワルツ （1974年、東海テレビ）
- 大江戸捜査網（12ch・三船プロ）
  - 第141話「切腹はご免だ!」（1974年） - おみつ
  - 第157話「初夜に消された恋女房」（1974年） - おふみ
- 特捜記者 → 特捜記者 犯罪を追え[注釈 4]（1974年、関西テレビ・松竹）
  - 第11話「罠にはまった女」（1974年）
  - 第18話「ないしょのマーチ」（1974年）
- おんな浮世絵・紅之介参る! 第2話「女売ります」（1974年、日本テレビ・ユニオン映画）- おさき
- 大岡越前 第4部 第10話「大江戸無法地帯」（1974年、TBS・C.A.L）- おうら
- 必殺必中仕事屋稼業 第4話「逆転勝負」（1975年、朝日放送[注釈 2]/ 松竹） - おすみ
- 右門捕物帖 第43話「牡丹の刺青」（1975年、NET・東映）
- ご存じ金さん捕物帳 第23話「大火に消えた女盗賊」（1975年、NET・東映） - お仙
- ふりむくな鶴吉 第21話「雛の宵・内藤新宿」（1975年、NHK総合） - 白糸[25]

### その他のテレビ番組
- 連想ゲーム（NHK総合）約1年間レギュラー出演。現存が確認される最古の映像である1973年1月20日放送分にも出演している。

### 舞台
- モルデハイ・ベルンスタイン作「キブツの娘」（1969年4月22日 - 28日、劇団創俳）[26]
- 水前寺清子公演「姉ちゃん仁義」（1975年4月2日 - 29日・新宿コマ劇場） - 壷ふりお竜[注釈 5][27]